# Dileu Nou
Dileu Nou (węg. Magyardellő) – wieś w Rumunii, w okręgu Marusza, w gminie Sânpaul. W 2011 roku liczyła 183 mieszkańców.